# Bandera de Amieva
La bandera de Amieva es rectangular, de proporciones 2:3 (ancho:largo), de color verde, con una cruz en aspa amarilla. Puede llevar sobrepuesto en el centro el escudo de Amieva, en su versión de gala.
- Datos: Q8241580